# Empanon
Un empanon, ou empannon, est un élément de charpente.

## Charpente traditionnelle
En charpente traditionnelle, un empanon est un chevron court reliant un arêtier à une sablière ou une noue à la faîtière.

## Charpente métallique
En charpente métallique, un empanon ou faux-arbalétrier, est une membrure intercalée parallèlement aux arbalétriers pour diviser les travées en secteurs intermédiaires et réduire la longueur des pannes.